# 風、薫る
『風、薫る』（かぜ、かおる）は、2026年（令和8年）度前期にNHK「連続テレビ小説」第114作として放送予定の日本のテレビドラマである。主演は見上愛と上坂樹里。

## 制作
2025年（令和7年）1月24日に制作発表が行われた。脚本は吉澤智子が担当し、田中ひかるの『明治のナイチンゲール 大関和物語』を原案とするが原作はなく、フィクションとして制作される。
実在の人物である大関和（おおぜき ちか）と鈴木雅（すずき まさ）をモチーフにした二人のナースを主人公とする。血縁関係のないダブルヒロインは、連続テレビ小説としては初めてとなる。
主人公のひとり・一ノ瀬りん役は見上愛が演じることが制作発表の際に明らかにされた。制作統括の松園武大は見上の起用について、大河ドラマ『光る君へ』の藤原彰子役を理由に挙げた。
6月3日、もう一人のヒロイン・大家直美役は、2410人の中からオーディションで選ばれた上坂樹里が演じることが発表された。
8月8日、新たな出演者が発表された。

## 登場人物

### 主人公
一ノ瀬りん（いちのせ りん）
演 - 見上愛
那須地域に住む、元家老の家の長女。モチーフは大関和。
大家直美（おおや なおみ）
演 - 上坂樹里
生後間もなく親に捨てられ、牧師に育てられた。モチーフは鈴木雅。

### 一ノ瀬家関係の人々
一ノ瀬美津（いちのせ みつ）
演 - 水野美紀
りんの母。那須の小藩の旧藩主の一族。
一ノ瀬信右衛門（いちのせ しんえもん）
演 - 北村一輝
りんの父。那須の小藩の元家老。明治維新前に家老職を辞し、農家となった。
一ノ瀬安（いちのせ やす）
演 - 早坂美海
りんの2歳下の妹。
中村義正（なかむら よしまさ）
演 - 小林隆
りんの父・信右衛門に仕えていた元陪臣。現在は栃木県の役人。

### 栃木の人々
竹内虎太郎（たけうち こたろう）
演 - 小林虎之介
りんの幼馴染。元足軽の家の長男。
竹内之宣（たけうち ゆきのぶ）
演 - つぶやきシロー
虎太郎の父。元足軽で、現在は農業を営む。
竹内栄（たけうち さかえ）
演 - 岩瀬顕子
虎太郎の母。
奥田亀吉（おくだ かめきち）
演 - 三浦貴大
りんの縁談相手。りんの住む村の隣町で運送業を営み、一代で財を成した。
奥田貞（おくだ さだ）
演 - 根岸季衣
亀吉の母。
うなぎ屋の女将
演 - 大島美幸
和菓子屋の女将
演 - 義達祐未
柴田屋・松永屋
演 - たくや・かずや（ザ・たっち）
吉江善作（よしえ ぜんさく）
演 - 原田泰造
牧師。4年前に直美を引き取った。

## スタッフ
- 作 - 吉澤智子[1]
- 原案 - 田中ひかる『明治のナイチンゲール 大関和物語』
- 制作統括 - 松園武大、宮本えり子
- プロデューサー - 川口俊介、葛西勇也
- 演出 - 佐々木善春、橋本万葉、新田真三、松本仁志
- ロゴデザイン - 清水彩香[7]
- 制作 - NHK